# Lobonemidae
Lobonemidae is een familie van neteldieren uit de klasse van de Scyphozoa (schijfkwallen).

## Geslachten
- Lobonema
- Lobonemoides